# Bombardiranje Napulja u Drugom svjetskom ratu
Tijekom Drugoga svjetskog rata talijanski grad Napulj pretrpio je približno 200 zračnih napada saveznika od 1940. do 1944.; samo je Milano češće napadan. Gotovo svi napadi — ukupno 181 — pokrenuti su u prvih devet mjeseci 1943. prije Četiri dana Napulja i savezničke okupacije grada početkom listopada. Procjene civilnih žrtava kreću se između 20 i 25 tisuća ubijenih.

## Pozadina
Napulj je bio glavni strateški cilj na Mediteranu i Bliskom istoku u Drugome svjetskom ratu i u talijanskoj kampanji. Njegova luka bila je glavna trgovačka veza s Afrikom, kao i središte industrije i komunikacija. Napulj je također bio utočište talijanske vojne flote, poput gradova Taranto i La Spezia. Kao prvi veliki talijanski grad na putu savezničke operacije Lavina, Napulj je dobio na važnosti 1943.
U Napulju su glavni ciljevi bili lučki objekti na krajnjemu istočnom kraju napuljske luke, kao i željeznički, industrijski i naftni objekti u istočnomu dijelu grada te čeličana na zapadu, u Bagnoliu.

## Prve godine Drugoga svjetskog rata
Francusko bombardiranje počelo je s četiri bombardiranja između 10. i 15. lipnja 1940. Prvo englesko bombardiranje (nakon izviđanja iz zraka) počelo je 1. studenoga 1940. između 4:20 i 6:20 ujutro. Izveli su ga laki bombarderi Bristol Blenheim Kraljevskoga ratnog zrakoplovstva iz svoje baze na Malti. Nekoliko dana kasnije Britanci su bombardirali Taranto, također u južnoj Italiji. Ova prva bombardiranja pogodila su, prije svega, Zonu Industriale (zbog tamošnjih goriva i rafinerija) i područja u blizini željezničke stanice Napoli Centrale.
Sljedeće bombardiranje koncentriralo se na luku i brodove, također u blizini Industrijske zone, koja je uključivala četvrti San Giovanni a Teduccio, Bagnoli, Pozzuoli. Napulj, kao cjelina, još nije bio utvrđen protiv napada: grad je imao nekoliko skloništa od zračnih napada, a jedino protuzračno oružje koje je imao bili su brodski topovi u luci.
Sljedeće bombardiranje uslijedilo je 8. siječnja 1941. i trajalo je oko tri sata. Oštetio je luku i područja Lucci i Borgo Loreto. Englezi su nastavili s bombardiranjem 10. srpnja, uništivši rafineriju, te 9. i 11. studenoga koji su gađali glavni željeznički kolodvor, luku i tvornice. U još jednom napadu 18. studenog poginulo je mnogo civila kada se palača srušila na sklonište za zračni napad na Piazza Concordia.
Godine 1942. bilo je šest bombardiranja koja su bila posljedica promjene savezničke strategije bombardiranja. Saveznici su prešli sa strateškog bombardiranja koje je prvenstveno ciljalo na vojne ciljeve na ciljanje na infrastrukturne i industrijske ciljeve. Također su započeli s bombardiranjem kako bi demoralizirali grad i potaknuli pobunu, ravnomjerno distribuirajući bombe po gradu i uzrokujući mnoge civilne smrti.
S Konsolidiranim B-24 Liberatorsima Zračnih snaga SAD-a koji su se pridružili 4. prosinca 1942., bombardiranje se također počelo odvijati tijekom dana. Pogodili su tri kruzera, Muzio Attendolo, Eugenio di Savoia i Raimondo Montecuccoli, ali i mnoge kuće, crkve, bolnice i urede, uključujući Palazzo delle Poste i područje Porta Nolana. Nekoliko dana kasnije, još jedan napad uništio je bolnicu Santa Maria di Loreto  i ubio 900 ljudi.
Dana 7. prosinca sve su škole zatvorene, a grad se počeo evakuirati, što je izazvalo bujicu raseljenih ljudi. Gradska skloništa od zračnih napada, uklesana u podzemnu geotermalnu zonu Napulja, također su se počela puniti. Građani su također iskopali vlastita skloništa ili su se sklonili u metro stanicama ili tunelima. U međuvremenu se učestalost bombardiranja povećala.

## Bombardiranja 1943.
Do 11. siječnja 1943. saveznici su svakodnevno provodili bombardiranja koja su počela usporavati tek krajem svibnja, pet mjeseci kasnije. Obično bi se nakon završetka bombardiranja zrakoplovi spuštali da napadnu grad.
Dana 21. veljače, poznat kao Masakr na Via Duomo (tal. La strage di via Duomo), cijela Via dei Tribunali je uništena. U ožujku, pogođene su četvrti četvrti Carmine, Pignasecca, Piazza Cavour. Dana 28. ožujka pogođen je putnički brod Caterina Costa, usmrtivši 600 i ranivši 3000. U travnju su bombama pogođene četvrti četvrti Corso Giuseppe Garibaldi, Via Depretis, Piazza Amedeo, Parco Margherita, Via Morghen i Via Medina.
Najveći napad izvršili su 4. kolovoza 1943. 400 američkih zrakoplova Boeing B-17 Flying Fortress Sjeverozapadnoafričkih strateških zračnih snaga (NASAF) koji su gađali bazu podmornica Osovine u Napulju. Crkva Santa Chiara je uništena u ovom napadu, ali je kasnije obnovljena. Mnogi brodovi u luci su potopljeni, ali je luka osposobljena za samo tjedan dana nakon okupacije grada od strane savezničkih kopnenih snaga. 
Dana 6. rujna, nakon što je Cassibilesko primirje već potpisano, počelo je još jedno bombardiranje Napulja. Posljednje bombardiranje dogodilo se 8. rujna ujutro, nekoliko sati nakon objave primirja.
Nacionalsocijalistička okupacija Napulja završila je 20 dana kasnije narodnom pobunom Četiri dana Napulja. Pobuna, međutim, nije zaustavila bombardiranja grada. Napulj je postao pozadina Zimske linije i Luftwaffe je započeo bombardiranje grada. Najveća bombardiranja Trećega Reicha dogodila su se u noći s 14. na 15. ožujka 1944. godine i usmrtila 300 ljudi.

## Daljnje čitanje
- Aldo Stefanile. I cento bombardamenti di Napoli (Napulj: Marotta, 1968.)
- Norman Lewis. Napulj '44 (London : Eland, 2002. – 1. izd. Collins 1978)
- Gastone Mazzanti. Obiettivo Napoli (Rim: Teos, 2004.). (O Drugom svjetskom ratu)
- Gabriella Gribaudi. Guerra totale: tra bombe alleate e violenze naziste. Napoli e il fronte meridionale, 1940-1944 (Torino: Bollati Boringhieri, 2005.)

## Vanjske poveznice
- Fotografija u boji iz časopisa LIFE koja prikazuje bombardiranu katedralu u Napulju